# Давитая, Александр Ионович
Александр Ионович Давитая (8.05.1920—????) — разведчик 920-го отдельного корпусного сапёрного батальона (28-й стрелковый корпус, 60-я армия, 1-й Украинский фронт), красноармеец, участник Великой Отечественной войны, кавалер ордена Славы трёх степеней.

## Биография
Родился 8 мая 1920 года в селе Эки Грузинской демократической республики, ныне в составе Сенакского муниципалитета края Самегрело-Верхняя Сванетия (Грузия). Из семьи крестьянина. Грузин. 
Окончил среднюю школу в 1938 году. Работал машинистом подъёмного крана в паровозном депо на станции Очамчира.
В Красную армию призван Сенакским районным военкоматом Грузинской ССР в марте 1942 года. Участник Великой Отечественной войны с 17 марта 1942 года. Воевал на Южном фронте, но совсем недолго: через несколько дней, 28 марта, был ранен. После выздоровления направлен на Западный фронт. Там был ранен уже вторично, в бою 11 июня 1943 года. Лечился в эвакогоспитале в Горьковской области. После выздоровления, с октября 1943 года, служил в 770-м армейском мотоинженерном батальоне, который находился на формировании в тылу.
В третий раз красноармеец Александр Давитая прибыл на фронт в марте 1944 года и до Победы воевал в 920-м отдельном корпусном сапёрном батальоне в 60-й армии на 1-м Украинском фронте. Участвовал в Проскуровско-Черновицкой, Львовско-Сандомирской операции, Сандомирско-Силезской и Нижнесилезской операциях, Верхне-Силезской и Моравско-Остравской наступательных операциях.
Разведчик 920-го отдельного корпусного сапёрного батальона (28-й стрелковый корпус, 60-я армия, 1-й Украинский фронт) красноармеец Давитая Александр Ионович отличился в период подготовки к Львовско-Сандомирской операции. В период с 7 июня по 7 июля 1944 года в районе населённых пунктов Бялковце и Енидава (восточнее города Зборов Тарнопольской области Украинской ССР) выполнял боевую задачу по разведке переднего края обороны противника на фронте в 12 километров. За это время осуществил, зачастую под пулемётным и артиллерийским огнём, 13 вылазок к траншеям противника, 2 раза попадал в окружение и с боем прорывался из него, установил и определил границы немецких минных полей, выявил точное расположение проволочных заграждений и подготовил скрытые проходы в них. Сумел разведать вражеские минные поля даже между проволочными заграждениями и брустверами немецких траншей. Обнаружил и доставил в часть для исследования 6 новых образцов вражеских мин.
За образцовое выполнение боевых заданий командования на фронте борьбы с немецкими захватчиками и проявленные при этом доблесть и мужество приказом частям 28-го стрелкового корпуса № 041/н от 24 июля 1944 года красноармеец Давитая Александр Ионович награждён орденом Славы 3-й степени.
Разведчик 920-го отдельного корпусного сапёрного батальона (подчинённость та же) красноармеец Давитая Александр Ионович отважно действовал в летне-осенних сражениях 1944 года. С июня по октябрь 1944 года совершил свыше 20 вылазок для обследования вражеских минных полей и инженерных заграждений. Разведал 12 минных полей, 3 километра проволочных заграждений, выявил расположение 15 огневых точек.
В ходе Львовско-Сандомирской наступательной операции, обеспечивая наступление войск, разведал и разминировал свыше 200 километров дорог, 30 мостов, 4 переправы. При выполнении боевого задания 14 октября 1944 года по обеспечению атаки танкового подразделения был замечен охранением противника на нейтральной полосе и подвергнут ожесточённому пулемётно-миномётному обстрелу. Несмотря на это, продолжил выполнение боевой задачи и обнаружил противотанковое минное поле, а также проходы через него. При возвращении на свой передний край под огнём принёс с собой для образца немецкую противотанковую мину.
За образцовое выполнение боевых заданий Командования на фронте борьбы с немецкими захватчиками и проявленные при этом доблесть и мужество приказом войскам 60-й армии № 4/н от 28 января 1945 года красноармеец Давитая Александр Ионович награждён орденом Славы 2-й степени.
Разведчик 920-го отдельного корпусного сапёрного батальона (подчинённость та же, 4-й Украинский фронт) красноармеец Давитая Александр Ионович вновь отличился в ходе Моравско-Остравской наступательной операции. При подготовке к штурму города Троппау (ныне город Опава, Чехия) с 15 по 23 апреля 1945 года выполнял приказ по разведке системы оборонительных сооружений противника. Установил расположение минных полей и инженерных заграждений, разведал и оборудовал вешками маршруты передвижения войск. Кроме того, выявил расположение 2-х дотов противника. Установленные сведения о немецкой обороне облегчили действия штурмовым группам.
За образцовое выполнение боевых заданий Командования на фронте борьбы с немецкими захватчиками и проявленные при этом доблесть и мужество Указом Президиума Верховного Совета СССР от 15 мая 1945 года красноармеец Давитая Александр Ионович награждён орденом Славы 1-й степени.
В 1946 году старший сержант А. И. Давитая был демобилизован.
Жил в городе Цхакая Грузинской ССР (с 1989 - город Сенаки). Работал маляром в строительном тресте № 5. Участник Парада на Красной площади в Москве 9.5.1985 в ознаменование 40-летия Победы в Великой Отечественной войне.

## Награды
- Орден Отечественной войны I степени (6.04.1985)[3]
- Орден Славы 1-й степени (15 мая 1946)[4][2][2]
- Орден Славы 2-й степени (  28.01.1945)[5][2]
- Орден Славы 3-й степени (24.7.1944)[6][2]
- Медаль «В ознаменование 100-летия со дня рождения Владимира Ильича Ленина» (6 апреля 1970)
- Медаль «За победу над Германией в Великой Отечественной войне 1941—1945 гг.» (9 мая 1945[7])
- Юбилейная медаль «Двадцать лет Победы в Великой Отечественной войне 1941—1945 гг.» (7 мая 1965[8])
- Юбилейная медаль «Тридцать лет Победы в Великой Отечественной войне 1941—1945 гг.»[9]
- Медаль «Ветеран труда»
- Юбилейная медаль «30 лет Советской Армии и Флота»[10]
- Юбилейная медаль «40 лет Вооружённых Сил СССР»[11]
- Юбилейная медаль «50 лет Вооружённых Сил СССР» (26 декабря 1967[12])
- Юбилейная медаль «60 лет Вооружённых Сил СССР» (28 января 1978[13])
- Знак «25 лет победы в Великой Отечественной войне» (1970)
- ряд медалей

## Память
На могиле героя установлен надгробный памятник.